# Liste der Mitglieder des Repräsentantenhauses im 114. Kongress der Vereinigten Staaten
- Dem.: 188
- Rep.: 247

Die Zusammensetzung des Repräsentantenhauses im 114. Kongress der Vereinigten Staaten basiert auf dem Ergebnis der Kongresswahlen vom 4. November 2014. Gewinner war die Republikanische Partei, die im Vergleich zum 113. Kongress 13 Mandate hinzugewinnen konnte. Dieselbe Anzahl an Sitzen verlor dementsprechend die Demokratische Partei. Nur drei ihrer Kandidaten konnten in zuvor von Republikanern gehaltenen Wahlbezirken die Mehrheit erringen: Gwen Graham (Florida), Pete Aguilar (Kalifornien) und Brad Ashford (Nebraska).
Das Sitzverhältnis nach der Wahl betrug 247:188. Einen Tag vor der Konstituierung des 114. Kongresses am 6. Januar 2015 legte der republikanische Abgeordnete Michael Grimm aus New York sein Mandat nieder.

## Änderungen während der Legislaturperiode
- New York, 11. Wahlbezirk:
  - Michael Grimm (Republikanische Partei) legte sein Mandat am 5. Januar 2015 nieder, was er noch während des 113. Kongresses angekündigt hatte.[2] Zuvor hatte er sich des Steuerbetruges und des Meineides schuldig bekannt.[3] Bei der fälligen Nachwahl am 5. Mai 2015 traf der Republikaner Dan Donovan, District Attorney von Staten Island, auf den ehemaligen demokratischen Staatssenator Vincent J. Gentile. Donovan siegte mit fast 60 Prozent der Stimmen gegenüber 39 Prozent für Gentile.[4]

- Mississippi, 1. Wahlbezirk:
  - Alan Nunnelee (Republikanische Partei) verstarb am 6. Februar 2015. Die Nachwahl erfolgte am 12. Mai 2015 in Form einer parteioffenen Primary, bei der zwölf republikanische Kandidaten antraten; einziger demokratischer Bewerber war der Jurist Walter Zinn, der mit 17,3 Prozent den höchsten Stimmenanteil erreichte und damit in die Stichwahl am 2. Juni gegen Trent Kelly, den Bezirksstaatsanwalt des Alcorn County, einzog, der auf 16,3 Prozent kam. Angesichts des Gesamtanteils von über 80 Prozent für die republikanischen Kandidaten galt Kelly als deutlicher Favorit.[5] Letztlich setzte er sich mit rund 70 Prozent der Stimmen gegen Zinn durch.[6]

- Illinois, 18. Wahlbezirk:
  - Aaron Schock (Republikanische Partei) trat am 31. März 2015 als Abgeordneter zurück. Zuvor waren gegen ihn Vorwürfe laut geworden, er habe zweckgebundene Wahlkampfgelder für persönliche Zwecke verwendet. Die Nachwahl am 10. September 2015 gewann der republikanische Staatssenator Darin LaHood deutlich gegen den Demokraten Rob Mellon.

- Ohio, 8. Wahlbezirk:
  - John Boehner (Republikanische Partei) erklärte am 25. September 2015 seinen Rücktritt zum 31. Oktober 2015. Boehner war von 2011 bis zu seinem Rücktritt Sprecher des Repräsentantenhauses. Nachfolger als Sprecher des Repräsentantenhauses wurde Paul Ryan. Die republikanischen Vorwahlen am 15. März 2016 gewann mit 32 Prozent der Stimmen der von der Tea-Party-Bewegung unterstützte Geschäftsmann Warren Davidson vor Tim Derickson, einem Abgeordneten im Repräsentantenhaus von Ohio, der auf knapp 24 Prozent kam. Die Hauptwahl am 7. Juni 2016 entschied Davidson klar mit 75:22 Prozent gegen den Demokraten Corey Foister für sich.[7]

- Pennsylvania, 2. Wahlbezirk:
  - Chaka Fattah (Demokratische Partei) legte sein Mandat am 23. Juni 2016 wegen Korruptionsvorwürfen nieder. Gouverneur Tom Wolf setzte die Sonderwahl für den 8. November 2016 an, zeitgleich zur regulären Wahl. Bei dieser hätte Fattah ohnehin nicht mehr antreten können, weil er in der demokratischen Primary gegen Dwight Evans, einen Abgeordneten im Repräsentantenhaus von Pennsylvania, verloren hatte. Dieser trat auch bei der Sonderwahl an und besiegte den Republikaner James Jones.[8]

- Hawaii, 1. Wahlbezirk:
  - Mark Takai (Demokratische Partei), erst zu Beginn der Sitzungsperiode in den Kongress eingezogen, erlag am 20. Juli 2016 einer Krebserkrankung. Bei der Sonderwahl, die am 8. November 2016 parallel zur regulären Wahl ausgetragen wird, bewarb sich die Demokratin Colleen Hanabusa erfolgreich um ihr früheres Mandat. Ihre republikanische Gegnerin war Shirlene Dela Cruz Ostro.[9]

- Kentucky, 1. Wahlbezirk:
  - Ed Whitfield (Republikanische Partei), der bereits im September 2015 seinen Verzicht auf eine Wiederwahl im November 2016 verkündet hatte, trat am 6. September 2016 zurück, nachdem Vorwürfe wegen ethischen Fehlverhaltens gegen ihn laut geworden waren.[10] Bei der Sonderwahl, die am 8. November 2016 zeitgleich zu den regulären Wahlen ausgetragen wurde, gewann der Republikaner James Comer, ehemals Landwirtschaftsbeauftragter von Kentucky, gegen den Demokraten Sam Gaskins.[11]

## Liste der Abgeordneten
Alabama
1. Bradley Byrne (R)
2. Martha Roby (R)
3. Mike D. Rogers (R)
4. Robert Aderholt (R)
5. Mo Brooks (R)
6. Gary Palmer (R)
7. Terri Sewell (D)

Alaska
1. Don Young (R)

Arizona
1. Ann Kirkpatrick (D)
2. Martha McSally (R)
3. Raúl Grijalva (D)
4. Paul Gosar (R)
5. Matt Salmon (R)
6. David Schweikert (R)
7. Ruben Gallego (D)
8. Trent Franks (R)
9. Kyrsten Sinema (D)

Arkansas
1. Rick Crawford (R)
2. French Hill (R)
3. Steve Womack (R)
4. Bruce Westerman (R)

Colorado
1. Diana DeGette (D)
2. Jared Polis (D)
3. Scott Tipton (R)
4. Ken Buck (R)
5. Doug Lamborn (R)
6. Mike Coffman (R)
7. Ed Perlmutter (D)

Connecticut
1. John Larson (D)
2. Joe Courtney (D)
3. Rosa DeLauro (D)
4. Jim Himes (D)
5. Elizabeth Esty (D)

Delaware
1. John C. Carney (D)

Florida
1. Jeff Miller (R)
2. Gwen Graham (D)
3. Ted Yoho (R)
4. Ander Crenshaw (R)
5. Corrine Brown (D)
6. Ron DeSantis (R)
7. John Mica (R)
8. Bill Posey (R)
9. Alan Grayson (D)
10. Daniel Webster (R)
11. Rich Nugent (R)
12. Gus Bilirakis (R)
13. David Jolly (R)
14. Kathy Castor (D)
15. Dennis A. Ross (R)
16. Vern Buchanan (R)
17. Tom Rooney (R)
18. Patrick Murphy (D)
19. Curt Clawson (R)
20. Alcee Hastings (D)
21. Ted Deutch (D)
22. Lois Frankel (D)
23. Debbie Wasserman Schultz (D)
24. Frederica Wilson (D)
25. Mario Diaz-Balart (R)
26. Carlos Curbelo (R)
27. Ileana Ros-Lehtinen (R)

Georgia
1. Buddy Carter (R)
2. Sanford Bishop (D)
3. Lynn Westmoreland (R)
4. Hank Johnson (D)
5. John Lewis (D)
6. Tom Price (R)
7. Rob Woodall (R)
8. Austin Scott (R)
9. Doug Collins (R)
10. Jody Hice (R)
11. Barry Loudermilk (R)
12. Rick W. Allen (R)
13. David Scott (D)
14. Tom Graves (R)

Hawaii
1. Colleen Hanabusa (D)
2. Tulsi Gabbard (D)

Idaho
1. Raúl Labrador (R)
2. Mike Simpson (R)

Illinois
1. Bobby L. Rush (D)
2. Robin Kelly (D)
3. Dan Lipinski (D)
4. Luis Gutiérrez (D)
5. Michael Quigley (D)
6. Peter Roskam (R)
7. Danny K. Davis (D)
8. Tammy Duckworth (D)
9. Jan Schakowsky (D)
10. Robert Dold (R)
11. Bill Foster (D)
12. Mike Bost (R)
13. Rodney L. Davis (R)
14. Randy Hultgren (R)
15. John Shimkus (R)
16. Adam Kinzinger (R)
17. Cheri Bustos (D)
18. Darin LaHood (R)

Indiana
1. Pete Visclosky (D)
2. Jackie Walorski (R)
3. Marlin Stutzman (R)
4. Todd Rokita (R)
5. Susan Brooks (R)
6. Luke Messer (R)
7. André Carson (D)
8. Larry Bucshon (R)
9. Todd Young (R)

Iowa
1. Rod Blum (R)
2. David Loebsack (D)
3. David Young (R)
4. Steve King (R)

Kalifornien
1. Doug LaMalfa (R)
2. Jared Huffman (D)
3. John Garamendi (D)
4. Tom McClintock (R)
5. Mike Thompson (D)
6. Doris Matsui (D)
7. Ami Bera (D)
8. Paul Cook (R)
9. Jerry McNerney (D)
10. Jeff Denham (R)
11. Mark DeSaulnier (D)
12. Nancy Pelosi (D)
13. Barbara Lee (D)
14. Jackie Speier (D)
15. Eric Swalwell (D)
16. Jim Costa (D)
17. Mike Honda (D)
18. Anna Eshoo (D)
19. Zoe Lofgren (D)
20. Sam Farr (D)
21. David Valadao (R)
22. Devin Nunes (R)
23. Kevin McCarthy (R)
24. Lois Capps (D)
25. Steve Knight (R)
26. Julia Brownley (D)
27. Judy Chu (D)
28. Adam Schiff (D)
29. Tony Cardenas (D)
30. Brad Sherman (D)
31. Pete Aguilar (D)
32. Grace Napolitano (D)
33. Ted Lieu (D)
34. Xavier Becerra (D)
35. Norma Torres (D)
36. Raul Ruiz (D)
37. Karen Bass (D)
38. Linda Sánchez (D)
39. Ed Royce (R)
40. Lucille Roybal-Allard (D)
41. Mark Takano (D)
42. Ken Calvert (R)
43. Maxine Waters (D)
44. Janice Hahn (D)
45. Mimi Walters (R)
46. Loretta Sanchez (D)
47. Alan Lowenthal (D)
48. Dana Rohrabacher (R)
49. Darrell Issa (R)
50. Duncan D. Hunter (R)
51. Juan Vargas (D)
52. Scott Peters (D)
53. Susan Davis (D)

Kansas
1. Tim Huelskamp (R)
2. Lynn Jenkins (R)
3. Kevin Yoder (R)
4. Mike Pompeo (R)

Kentucky
1. James Comer (R)
2. Brett Guthrie (R)
3. John Yarmuth (D)
4. Thomas Massie (R)
5. Hal Rogers (R)
6. Andy Barr (R)

Louisiana
1. Steve Scalise (R)
2. Cedric Richmond (D)
3. Charles Boustany (R)
4. John C. Fleming (R)
5. Ralph Abraham (R)
6. Garret Graves (R)

Maine
1. Chellie Pingree (D)
2. Bruce Poliquin (R)

Maryland
1. Andrew P. Harris (R)
2. Dutch Ruppersberger (D)
3. John Sarbanes (D)
4. Donna Edwards (D)
5. Steny Hoyer (D)
6. John K. Delaney (D)
7. Elijah Cummings (D)
8. Chris Van Hollen (D)

Massachusetts
1. Richard Neal (D)
2. Jim McGovern (D)
3. Niki Tsongas (D)
4. Joseph Patrick Kennedy (D)
5. Katherine Clark (D)
6. Seth Moulton (D)
7. Mike Capuano (D)
8. Stephen Lynch (D)
9. William R. Keating (D)

Michigan
1. Dan Benishek (R)
2. Bill Huizenga (R)
3. Justin Amash (R)
4. John Moolenaar (R)
5. Dan Kildee (D)
6. Fred Upton (R)
7. Tim Walberg (R)
8. Mike Bishop (R)
9. Sander M. Levin (D)
10. Candice Miller (R)
11. David Trott (R)
12. Debbie Dingell (D)
13. John Conyers (D)
14. Brenda Lawrence (D)

Minnesota
1. Tim Walz (D)
2. John Kline (R)
3. Erik Paulsen (R)
4. Betty McCollum (D)
5. Keith Ellison (D)
6. Tom Emmer (R)
7. Collin Peterson (D)
8. Rick Nolan (D)

Mississippi
1. Trent Kelly (R)
2. Bennie Thompson (D)
3. Gregg Harper (R)
4. Steven Palazzo (R)

Missouri
1. William Lacy Clay (D)
2. Ann Wagner (R)
3. Blaine Luetkemeyer (R)
4. Vicky Hartzler (R)
5. Emanuel Cleaver (D)
6. Sam Graves (R)
7. Billy Long (R)
8. Jason T. Smith (R)

Montana
1. Ryan Zinke (R)

Nebraska
1. Jeff Fortenberry (R)
2. Brad Ashford (D)
3. Adrian M. Smith (R)

Nevada
1. Dina Titus (D)
2. Mark Amodei (R)
3. Joe Heck (R)
4. Cresent Hardy (R)

New Hampshire
1. Frank Guinta (R)
2. Ann McLane Kuster (D)

New Jersey
1. Donald Norcross (D)
2. Frank LoBiondo (R)
3. Tom MacArthur (R)
4. Chris Smith (R)
5. Scott Garrett (R)
6. Frank Pallone (D)
7. Leonard Lance (R)
8. Albio Sires (D)
9. Bill Pascrell (D)
10. Donald Payne Jr. (D)
11. Rodney Frelinghuysen (R)
12. Bonnie Watson Coleman (D)

New Mexico
1. Michelle Lujan Grisham (D)
2. Steve Pearce (R)
3. Ben R. Luján (D)

New York
1. Lee Zeldin (R)
2. Peter T. King (R)
3. Steve Israel (D)
4. Kathleen Rice (D)
5. Gregory Meeks (D)
6. Grace Meng (D)
7. Nydia Velázquez (D)
8. Hakeem Jeffries (D)
9. Yvette Clarke (D)
10. Jerrold Nadler (D)
11. Dan Donovan (R)
12. Carolyn B. Maloney (D)
13. Charles B. Rangel (D)
14. Joseph Crowley (D)
15. José Serrano (D)
16. Eliot Engel (D)
17. Nita Lowey (D)
18. Sean Patrick Maloney (D)
19. Chris Gibson (R)
20. Paul Tonko (D)
21. Elise Stefanik (R)
22. Richard L. Hanna (R)
23. Tom Reed (R)
24. John Katko (R)
25. Louise Slaughter (D)
26. Brian Higgins (D)
27. Chris Collins (R)

North Carolina
1. G. K. Butterfield (D)
2. Renee Ellmers (R)
3. Walter B. Jones (R)
4. David Price (D)
5. Virginia Foxx (R)
6. Mark Walker (R)
7. David Rouzer (R)
8. Richard Hudson (R)
9. Robert Pittenger (R)
10. Patrick McHenry (R)
11. Mark Meadows (R)
12. Alma Adams (D)
13. George Holding (R)

North Dakota
1. Kevin Cramer (R)

Ohio
1. Steve Chabot (R)
2. Brad Wenstrup (R)
3. Joyce Beatty (D)
4. Jim Jordan (R)
5. Bob Latta (R)
6. Bill Johnson (R)
7. Bob Gibbs (R)
8. Warren Davidson (R)
9. Marcy Kaptur (D)
10. Mike Turner (R)
11. Marcia Fudge (D)
12. Pat Tiberi (R)
13. Tim Ryan (D)
14. David Joyce (R)
15. Steve Stivers (R)
16. Jim Renacci (R)

Oklahoma
1. Jim Bridenstine (R)
2. Markwayne Mullin (R)
3. Frank Lucas (R)
4. Tom Cole (R)
5. Steve Russell (R)

Oregon
1. Suzanne Bonamici (D)
2. Greg Walden (R)
3. Earl Blumenauer (D)
4. Peter DeFazio (D)
5. Kurt Schrader (D)

Pennsylvania
1. Bob Brady (D)
2. Dwight Evans (D)
3. Mike Kelly (R)
4. Scott Perry (R)
5. Glenn Thompson (R)
6. Ryan Costello (R)
7. Pat Meehan (R)
8. Mike Fitzpatrick (R)
9. Bill Shuster (R)
10. Tom Marino (R)
11. Lou Barletta (R)
12. Keith Rothfus (R)
13. Brendan Boyle (D)
14. Michael F. Doyle (D)
15. Charlie Dent (R)
16. Joseph R. Pitts (R)
17. Matt Cartwright (D)
18. Tim Murphy (R)

Rhode Island
1. David Cicilline (D)
2. James Langevin (D)

South Carolina
1. Mark Sanford (R)
2. Joe Wilson (R)
3. Jeff Duncan (R)
4. Trey Gowdy (R)
5. Mick Mulvaney (R)
6. Jim Clyburn (D)
7. Tom Rice (R)

South Dakota
1. Kristi Noem (R)

Tennessee
1. Phil Roe (R)
2. Jimmy Duncan (R)
3. Chuck Fleischmann (R)
4. Scott DesJarlais (R)
5. Jim Cooper (D)
6. Diane Black (R)
7. Marsha Blackburn (R)
8. Stephen Fincher (R)
9. Steve Cohen (D)

Texas
1. Louie Gohmert (R)
2. Ted Poe (R)
3. Sam Johnson (R)
4. John Ratcliffe (R)
5. Jeb Hensarling (R)
6. Joe Barton (R)
7. John Culberson (R)
8. Kevin Brady (R)
9. Al Green (D)
10. Michael McCaul (R)
11. Mike Conaway (R)
12. Kay Granger (R)
13. Mac Thornberry (R)
14. Randy Weber (R)
15. Rubén Hinojosa (D)
16. Beto O’Rourke (D)
17. Bill Flores (R)
18. Sheila Jackson Lee (D)
19. Randy Neugebauer (R)
20. Joaquín Castro (D)
21. Lamar S. Smith (R)
22. Pete Olson (R)
23. Will Hurd (R)
24. Kenny Marchant (R)
25. Roger Williams (R)
26. Michael C. Burgess (R)
27. Blake Farenthold (R)
28. Henry Cuellar (D)
29. Gene Green (D)
30. Eddie Bernice Johnson (D)
31. John Carter (R)
32. Pete Sessions (R)
33. Marc Veasey (D)
34. Filemon Vela (D)
35. Lloyd Doggett (D)
36. Brian Babin (R)

Utah
1. Rob Bishop (R)
2. Chris Stewart (R)
3. Jason Chaffetz (R)
4. Mia Love (R)

Vermont
1. Peter Welch (D)

Virginia
1. Rob Wittman (R)
2. Scott Rigell (R)
3. Bobby Scott (D)
4. Randy Forbes (R)
5. Robert Hurt (R)
6. Bob Goodlatte (R)
7. Dave Brat (R)
8. Don Beyer (D)
9. Morgan Griffith (R)
10. Barbara Comstock (R)
11. Gerry Connolly (D)

Washington
1. Suzan DelBene (D)
2. Rick Larsen (D)
3. Jaime Herrera Beutler (R)
4. Dan Newhouse (R)
5. Cathy McMorris Rodgers (R)
6. Derek Kilmer (D)
7. Jim McDermott (D)
8. Dave Reichert (R)
9. Adam Smith (D)
10. Dennis Heck (D)

West Virginia
1. David McKinley (R)
2. Alex Mooney (R)
3. Evan Jenkins (R)

Wisconsin
1. Paul Ryan (R)
2. Mark Pocan (D)
3. Ron Kind (D)
4. Gwen Moore (D)
5. Jim Sensenbrenner (R)
6. Glenn Grothman (R)
7. Sean Duffy (R)
8. Reid Ribble (R)

Wyoming
1. Cynthia Lummis (R)

## Nicht stimmberechtigte Abgeordnete
Im Repräsentantenhaus sitzen insgesamt sechs nicht stimmberechtigte Delegierte aus den amerikanischen Territorien und dem Bundesdistrikt.
Amerikanisch-Samoa
- Amata Coleman Radewagen (R)

District of Columbia
- Eleanor Holmes Norton (D)

Guam
- Madeleine Bordallo (D)

Puerto Rico
- Pedro Pierluisi (D und PNP)

Amerikanische Jungferninseln
- Stacey Plaskett (D)

Nördliche Marianen
- Gregorio Sablan (D)